# Giovanni Antonio Buti
Giovanni Antonio Buti, auch Gianantonio Buti war ein zwischen 1750 und 1754 wohl hauptsächlich in Rom tätiger italienischer Architekturmaler.

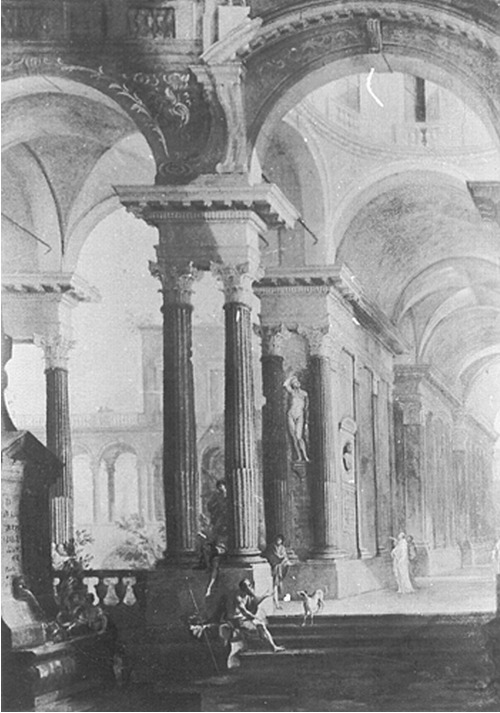
Palast mit Säulenhallen um einen Hof. 1750

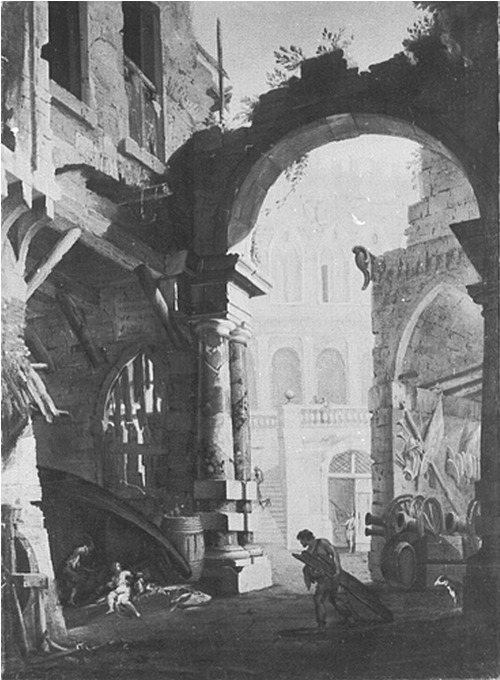
Ruine eines Palastes.

## Leben und Werk
Über die Herkunft, die Ausbildung und das Leben Giovanni Antonio Butis ist nichts bekannt. Er war anscheinend vor allem als Maler von fantastischen Architekturstücken tätig und ließ sich in seiner Kunstauffassung vermutlich von Giovanni Ghisolfi, Giovanni Paolo Pannini und Giovanni Battista Piranesi beeinflussen. Wie Pannini und Piranesi war auch er vermutlich hauptsächlich auch in Rom tätig.
Von seiner Hand lassen sich derzeit nur wenige Bilder nachweisen, von denen nur eins, die Darstellung eines Palastes mit Säulenhalle um einen Hof (Öl auf Leinwand, 135 × 99,5 cm) signiert und 1750 datiert – Buti P.: MDCCL – ist. Das Bild befindet sich heute, zusammen mit seinem vermuteten Gegenstück, die Darstellung der Ruine eines Palastes (Öl auf Leinwand, 136 × 99,5 cm) im Besitz der Gemäldegalerie Alte Meister in Dresden (Inv.-Nr.: 461 und 462). Im Jahr 2004 tauchten auf der Sotheby’s-Auktion vom 7. September 2004 in Amsterdam zwei weitere Bilder aus der Sammlung Schloss Greinburg auf, die auf einem Etikett auf der Rückseite ebenfalls Giovanni Antonio Buti zugeschrieben wurden, was sich durch einen Vergleich mit den beiden Dresdner Werken als richtig erwies. Dabei handelt es sich um ein Architektur Capriccio mit Figuren an einem Brunnen und einem Architektur Capriccio mit Figuren in einem Landschaftsgarten (beide Öl auf Leinwand; 116 × 134 cm; Lot 30), deren weiterer Verbleib unbekannt ist. Weitere Werke sind derzeit nicht bekannt.
Giovanni Antonio Buti verwendete bei seinen Bildkompositionen gängige Stilmittel des Genres und komponierte auf diese Art und Weise seine Bilder. Vor der Entdeckung der Signatur auf dem Dresdner Bild galten seine Bilder als mögliche Werke von Giovanni Paolo Pannini oder Pietro Paltronieri.